# Pombos (kommun)
Pombos är en kommun i Brasilien.   Den ligger i delstaten Pernambuco, i den östra delen av landet, 1 600 km nordost om huvudstaden Brasília. Antalet invånare är 24 033. Arean är 208 kvadratkilometer.
Terrängen i Pombos är lite kuperad.
Följande samhällen finns i Pombos:
- Pombos

Omgivningarna runt Pombos är en mosaik av jordbruksmark och naturlig växtlighet. Runt Pombos är det ganska tätbefolkat, med 144 invånare per kvadratkilometer.